# 744 Aguntina
744 Aguntina је астероид главног астероидног појаса. Приближан пречник астероида је 58,69 ,
а средња удаљеност астероида од Сунца износи 3,169 астрономских јединица (АЈ).
Инклинација (нагиб) орбите у односу на раван еклиптике је 7,707 степени, а орбитални период износи 2060,803 дана (5,642 година). Ексцентрицитет орбите астероида износи 0,121.
Апсолутна магнитуда астероида износи 10,21 а геометријски албедо 0,042.
Астероид је откривен 26. фебруара 1913. године.